# Club Deportivo Cruz del Sur
La Asociación Civil Club Deportivo Cruz del Sur es una entidad deportiva de Argentina fundada en la ciudad de Bariloche, Provincia de Río Negro. El equipo juega actualmente en la Liga de Fútbol de Bariloche (Lifuba), el Torneo Regional Federal Amateur y la Liga Rionegrina de Fútbol. Otras disciplinas que practican son el fútbol sala, voleibol, taekwondo y atletismo.

## Historia
El club fue fundado en el año 1988 como una escuela de fútbol infantil. Desde 1994 empezó a competir en la Lifuba y en otros campeonatos provinciales. En el 2005 ascendió al Torneo del Interior y luego ascendería al Torneo Argentino B en el que se mantendría por muchos años, aunque descendió en 2013. Actualmente participa del Torneo Regional Federal Amateur.

### Ascensos y descensos
- 1994:  Entra en la Segunda División Bariloche
- 1995:  Ascenso a la Primera División de Bariloche
- 2000:  Ascenso a la Liga Rionegrina
- 2005:  Ascenso al Torneo Argentino C o Torneo del Interior
- 2006:  Ascenso al Torneo Argentino B
- 2014:  Descenso al Torneo Argentino C o Torneo del Interior
- 2015:  Entra al Torneo Federal C
- 2019:  Entra al Torneo Regional Federal Amateur

### Estadísticas históricas
| Competición | Competición                                       | 1°                | 2°       | 3°       | Goles | Goles recibidos | Partidos jugados | Partidos ganados |
| ----------- | ------------------------------------------------- | ----------------- | -------- | -------- | ----- | --------------- | ---------------- | ---------------- |
| Fútbol      | Torneo Regional Federal Amateur (21-22: Puesto 9) | -                 | -        | -        | 19    | 17              | 11               | 3                |
| Fútbol      | Lifuba Primera "A"                                | 4 (2022,21,20,19) | -        | -        | 9     | 3               | 4                | 3                |
| Fútbol      | Copa Bariloche                                    | -                 | 1 (2021) | -        | 33    | 4               | 7                | 5                |
| Sub-15      | Bariloche Cup Infantojuvenil                      | 1 (2010)          | 1 (2007) | 1 (2009) | 5     | 1               | 7                | 7                |
| Sub-13      | Lifuba Juvenil                                    | -                 | -        | 1 (2021) | 1     | 2               | 1                | 0                |
| Futsal      | Bariloche Liga de Honor                           | -                 | 1 (2021) | -        | 5     | 24              | 14               | 0                |

### Títulos ganados
- Lifuba Primera "A": 2022, 2021, 2020, 2019. Récord histórico de campeonatos ganados consecutivamente en la Primera A de Lifuba.
- Bariloche Cup Infantojuvenil: 2010

## Hinchada

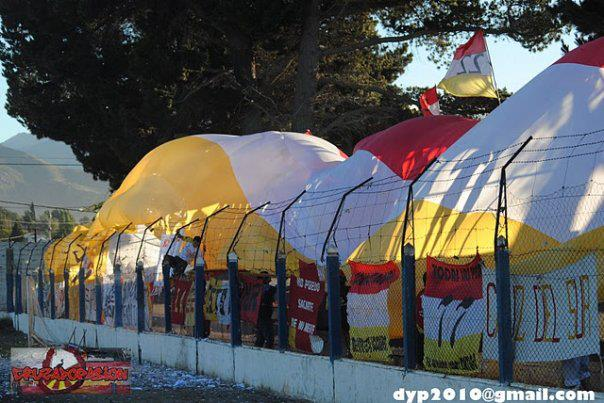
Hinchada de Cruz del Sur.

Su hinchada se apoda La Gloriosa 22, así como a sus hinchas y jugadores se les llama Cruzados y se destaca por el sonido de sus trompetas. Sus clásicos son contra el Club Deportivo Estudiantes Unidos, Club Social, Cultural y Deportivo Martín Güemes y Club Arcoíris del barrio Virgen Misionera.

## Plantilla
- Actualizado el 22 de septiembre de 2022

## Estadio
El estadio de Cruz del Sur es el Estadio Municipal José Antonio Jalil o Estadio Municipal de Bariloche, aunque pertenece a la municipalidad de San Carlos de Bariloche. Cuenta con una capacidad de 4.500 personas. Se encuentra entre las calles Ángel Gallardo, 9 de Junio y Antonio Tiscornia. Es el lugar donde se juega la Liga de Fútbol de Bariloche y esta habilitado por la Asociación del Fútbol Argentino.